# Ferejdun Ghanbari
Ferejdun Ghanbari (pers. فریدون قنبری; ur. 23 września 1977, zm. 17 kwietnia 2021) – irański zapaśnik w stylu wolnym.
Czternaste miejsce na mistrzostwach świata w 2005. Mistrz Azji w 2004. Trzeci w Pucharze Świata w 1999 i 2005; siódmy w 1998. Mistrz świata juniorów w 1997 roku.